# هان شوئه
هان شوئه (انگلیسی: Han Xue؛ زادهٔ ۱۱ ژانویهٔ ۱۹۸۳) که با نام هنری سیسیلیا هان هم شناخته می‌شود، خواننده و بازیگر اهل چین است.
از فیلم‌ها یا برنامه‌های تلویزیونی که وی در آن نقش داشته‌است، می‌توان به تأسیس یک حزب و ایپ من اشاره کرد.